# David Letterman
David Michael Letterman, ameriški televizijski voditelj, komik, pisatelj in producent, * 12. april 1947. 
Televizijske pogovorne oddaje je vodil 33 let, od 1. februarja 1982, ko je na NBC debitirala oddaja Late Night with David Letterman, do 20. maja 2015, ko je na CBS vodil oddajo Late Show with David Letterman. Letterman je skupaj gostil 6080 epizod Late Night in Late Show,  s čimer je presegel svojega prijatelja in mentorja Johnnyja Carsona kot najdaljšega voditelja nočne pogovorne oddaje v zgodovini ameriških televizijskih oddaj.  Leta 1996 je bil Letterman uvrščen na 45. mesto na lestvici 50 največjih televizijskih zvezd vseh časov.   Leta 2002 je bila The Late Show z Davidom Lettermanom uvrščena na  sedmo mesto na lestvici 50 najboljših televizijskih oddaj vseh časov . 
Je tudi televizijski in filmski producent. Njegovo podjetje Worldwide Pants je produciralo njegove oddaje, pa tudi The Late Late Show in več komedij v času največje gledanosti, od katerih je bila najuspešnejša Everybody Loves Raymond . Več poznonočnih voditeljev je navedlo Lettermanov vpliv, vključno s Conanom O'Brienom (njegov naslednik v Late Night ), Stephenom Colbertom (njegov naslednik v The Late Show ), Jimmyjem Fallonom, Jimmyjem Kimmelom, Jonom Stewartom in Sethom Meyersom . Letterman trenutno gosti serijo Netflix My Next Guest Needs No Introduction z Davidom Lettermanom .

## Zgodnje življenje in kariera
Letterman se je rodil leta 1947 v Indianapolisu v ameriški zvezni državi Indiana in ima dve sestri, eno starejšo in eno mlajšo.  Njegov oče, Harry Joseph Letterman (15. april 1915 – 13. februar 1973),  je bil cvetličar.  Njegova mati, Dorothy Marie Letterman Mengering (rojena Hofert; 18. julij 1921 – 11. april 2017),  cerkvena tajnica druge prezbiterijanske cerkve v Indianapolisu, je bila občasna gostja v Lettermanovi oddaji, običajno ob praznikih in rojstnih dnevih. 
Letterman je odraščal na severni strani Indianapolisa, na območju Broad Ripple, približno 12 milj od dirkališča Indianapolis Motor Speedway . Rad je zbiral modele avtomobilov, tudi dirkalnih.  Leta 2000 je intervjuju za Esquire povedal, da je med odraščanjem občudoval očetovo sposobnost biti življenje zabave in njegovega pripovedovanja šal. Harry Joseph Letterman je pri 36 letih, ko je bil David mlad fant, preživel srčni infarkt. Strah pred izgubo očeta je bil ves čas z Lettermanom, ko je odraščal.  Davidov oče je umrl zaradi drugega srčnega napada leta 1973  v starosti 57 let.
Letterman je obiskoval srednjo šolo Broad Ripple v svojem domačem kraju in delal kot skladiščnik v lokalnem supermarketu Atlas.  Po poročanju Ball State Daily News je prvotno želel obiskovati univerzo Indiana, vendar njegove ocene niso bile dovolj dobre, zato je namesto tega obiskoval univerzo Ball State v Muncieju v Indiani .  Je član bratovščine Sigma Chi in je leta 1969 diplomiral na takratnem oddelku za radio in televizijo. Kot samooklicani povprečni študent je Letterman kasneje podelil štipendijo za tiste, ki jih je imenoval "C študentje" na Ball State. 
Letterman je svojo televizijsko kariero začel kot napovedovalec in spiker na 10-vatni univerzitetni radijski postaji WBST, ki so jo vodili študenti in je zdaj del javnega radia Indiana .  Odpustili so ga zaradi nespoštljivega ravnanja s klasično glasbo.  Nato se je vključil v ustanovitev druge postaje v kampusu – WAGO-AM 570 (zdaj WCRD, 91.3). 

Paulu Dixonu, voditelju oddaje Paul Dixon Show, pogovorne oddaje s sedežem v Cincinnatiju, ki so jo med njegovim odraščanjem predvajali tudi v Indianapolisu, pripisuje zasluge za navdih pri izbiri kariere: 
Takrat [leta 1969] sem ravno končal fakulteto in res nisem vedel, kaj bi rad počel. In potem sem ga kar naenkrat videl na televiziji. In pomislil sem: To je res tisto, kar želim početi!

### Vremenar
Kmalu po diplomi na Ball State leta 1969 je Letterman začel svojo kariero kot voditelj radijske pogovorne oddaje na WNTS (AM) ter na televizijski postaji WLWI v Indianapolisu (ki je leta 1976 svojo kratico spremenila v WTHR ) kot voditelj in vremenar . Prejel je nekaj pozornosti zaradi svojega nepredvidljivega vedenja v etru, med drugim je čestital tropski nevihti, ker je bila nadgrajena v orkan, in napovedoval kamenje toče "v velikosti konzervirane šunke".  Občasno je poročal tudi o vremenu ter zelo visokih in nizkih dnevnih temperaturah za izmišljena mesta ("Osem centimetrov snega v Bingreeju in okoliških območjih"), ob drugi priložnosti pa je rekel, da je bila državna meja med Indiano in Ohiom izbrisana, ko jo je satelitski zemljevid pomotoma izpustil in to pripisal umazanim političnim kupčijam. ("Nadrejeni so odstranili mejo med Indiano in Ohiom, zaradi česar je postala ena velikanska država. Osebno sem proti temu. Ne vem, kaj naj glede tega." )  Igral je tudi v lokalni otroški oddaji, bil voditelj poznonočne televizijske oddaje z naslovom "Freeze-Dried Movies" (nekoč je odigral prizor iz Godzille z uporabo plastičnih dinozavrov) in vodil pogovorno oddajo ki je bil predvajana v soboto zgodaj zjutraj z naslovom Clover Power,  v katerem je intervjuval člane 4-H o njihovih projektih. 
Leta 1971 se je Letterman pojavil kot novinar za ABC Sports z zakasnjenim poročanjem Indianapolis 500, kar je bil njegov prvi nacionalni televizijski nastop (WLWI je bila takrat lokalna podružnica ABC).  Sprva je bil predstavljen kot Chris Economaki, vendar je bilo to popravljeno na koncu intervjuja (Jim McKay je objavil njegovo ime kot Dave Letterman). Letterman je intervjuval Maria Andrettija, ki je takrat ravno izpadel iz dirke.

## NBC

### Morning show
23. junija 1980 je Letterman dobil svojo jutranjo humoristično oddajo na NBC, The David Letterman Show . Prvotno je bil dolga 90 minut, a je bila avgusta 1980 skrajšana na 60 minut.  Oddaja je bila med kritiki uspešna in je prejela dve nagradi emmy, vendar je bila gledanost slaba in je bila zato ukinjena, zadnja oddaja pa je bila predvajana 24. oktobra 1980. 

### Late Night with David Letterman
NBC je obdržal Lettermana na plačilni listi, da bi ga poskusil v drugem terminu. Late Night with David Letterman je debitiral 1. februarja 1982; prvi gost je bil Bill Murray .  Murray je nato postal eden Lettermanovih najpogostejših gostov, saj je gostoval v kasnejši oddaji CBS ob praznovanju njegove 30. obletnice na televiziji pozno zvečer, ki je bila predvajana 31. januarja 2012, in v zadnji oddaji na televiziji CBS, ki je bila predvajana 20. maja 2015. Oddaja je bila na sporedu od ponedeljka do četrtka ob 12:30 zjutraj Vzhodni čas, takoj za The Tonight Show Starring Johnny Carson (petkova večerna oddaja je bila dodana junija 1987). Veljala je za ostro in nepredvidljivo in kmalu je dobila kultni status (zlasti med študenti). Lettermanov sloves akerbičnega anketarja se je potrdil v besednih dvobojih s Cher  (ki ga je v oddaji celo imenovala "kreten"  ), Shirley MacLaine,  Charlesom Grodinom in Madonno . Oddaja je vsebovala tudi komične segmente in like, v slogu, na katerega so močno vplivali programi Steva Allena iz 1950-ih in 1960-ih. 